# Seattle Storm 2022
La stagione 2022 delle Seattle Storm fu la 23ª nella WNBA per la franchigia.
Le Seattle Storm arrivarono seconde nella Western Conference con un record di 22-14. Nei play-off vinsero il primo turno con le Washington Mystics (2-0), perdendo poi la semifinale con le Las Vegas Aces (3-1).

## Roster
| N° | Naz.                   | Ruolo | Sportivo         | Anno | Alt. | Peso |
| -- | ---------------------- | ----- | ---------------- | ---- | ---- | ---- |
| 1  | Stati Uniti (bandiera) | A     | Reshanda Gray    | 1993 | 188  | 87   |
| 2  | Stati Uniti (bandiera) | G     | Raina Perez      | 1998 | 163  | 66   |
| 3  | Stati Uniti (bandiera) | G     | Kaela Davis      | 1997 | 188  | 77   |
| 5  | Stati Uniti (bandiera) | A     | Gabby Williams   | 1996 | 180  | 78   |
| 7  | Australia (bandiera)   | A     | Stephanie Talbot | 1994 | 188  | 87   |
| 10 | Stati Uniti (bandiera) | G     | Sue Bird         | 1980 | 175  | 68   |
| 11 | Stati Uniti (bandiera) | G     | Epiphanny Prince | 1988 | 175  | 81   |
| 13 | Australia (bandiera)   | A     | Ezi Magbegor     | 1999 | 193  | 80   |
| 14 | Stati Uniti (bandiera) | A     | Jantel Lavender  | 1988 | 193  | 84   |
| 20 | Stati Uniti (bandiera) | G     | Briann January   | 1987 | 173  | 67   |
| 21 | Stati Uniti (bandiera) | C     | Mercedes Russell | 1995 | 198  | 88   |
| 23 | Stati Uniti (bandiera) | G     | Kiana Williams   | 1999 | 173  | 61   |
| 24 | Stati Uniti (bandiera) | G     | Jewell Loyd      | 1993 | 178  | 67   |
| 30 | Stati Uniti (bandiera) | AC    | Breanna Stewart  | 1994 | 193  | 77   |
| 31 | Stati Uniti (bandiera) | C     | Tina Charles     | 1988 | 193  | 87   |

## Staff tecnico
- Allenatore: Noelle Quinn
- Vice-allenatori: Pokey Chatman, Ebony Hoffman, Perry Huang
- Preparatore atletico: Caroline Durocher